# Allsvenskan i bandy 1996/1997
Allsvenskan i bandy 1996/1997 var Sveriges högsta division i bandy för herrar säsongen 1996/1997. Norrgruppsvinnaren Sandvikens AIK lyckades vinna svenska mästerskapet efter seger med 5-4 mot norrgruppstvåan Västerås SK i finalmatchen på Studenternas IP i Uppsala den 23 mars 1997.

## Förlopp
- En uppmärksammad värvning inför säsongen skedde då Jonas Claesson gick från Hammarby IF till Vetlanda BK.[3]
- Segern i skytteligan delades mellan Jonas Claesson, Hammarby IF och Hans Åström, Sandvikens AIK med 44 fullträffar vardera.[4].

## Seriespelet

### Norrgruppen
Spelades 10 november-29 december 1996.
| Nr | Lag             | S  | V  | O | F  | +/-   | P  |
| -- | --------------- | -- | -- | - | -- | ----- | -- |
| 1  | Sandvikens AIK  | 14 | 10 | 2 | 2  | 93-58 | 22 |
| 2  | Västerås SK     | 14 | 9  | 1 | 4  | 57-48 | 19 |
| 3  | Ljusdals BK     | 14 | 8  | 0 | 6  | 66-59 | 16 |
| 4  | Hammarby IF     | 14 | 7  | 1 | 6  | 74-75 | 15 |
| 5  | Edsbyns IF      | 14 | 5  | 3 | 6  | 72-73 | 13 |
| 6  | Karlsborgs BK   | 14 | 5  | 1 | 8  | 56-67 | 11 |
| 7  | Falu BS         | 14 | 3  | 2 | 9  | 58-65 | 8  |
| 8  | Kalix Nyborg BK | 14 | 4  | 0 | 10 | 49-80 | 8  |

### Södergruppen
Spelades 10 november-29 december 1996.
| Nr | Lag                | S  | V  | O | F  | +/-    | P  |
| -- | ------------------ | -- | -- | - | -- | ------ | -- |
| 1  | IF Boltic          | 14 | 11 | 1 | 2  | 71-45  | 23 |
| 2  | IFK Motala         | 14 | 9  | 1 | 4  | 76-40  | 19 |
| 3  | Vetlanda BK        | 14 | 9  | 1 | 4  | 59-43  | 19 |
| 4  | Villa Lidköping BK | 14 | 8  | 2 | 4  | 61-50  | 18 |
| 5  | IFK Vänersborg     | 14 | 6  | 3 | 5  | 49-46  | 15 |
| 6  | Katrineholms SK    | 14 | 4  | 1 | 9  | 50-66  | 9  |
| 7  | IFK Kungälv        | 14 | 4  | 1 | 9  | 47-68  | 9  |
| 8  | Tranås BoIS        | 14 | 0  | 0 | 14 | 45-100 | 0  |

### Elitserien
Spelades 3 januari-23 februari 1997.
| Nr | Lag                | S  | V | O | F | +/-   | P  |
| -- | ------------------ | -- | - | - | - | ----- | -- |
| 1  | Sandvikens AIK     | 11 | 8 | 2 | 1 | 72-46 | 18 |
| 2  | Västerås SK        | 11 | 7 | 2 | 2 | 68-41 | 16 |
| 3  | IF Boltic          | 11 | 6 | 2 | 3 | 58-43 | 14 |
| 4  | IFK Motala         | 11 | 5 | 4 | 2 | 48-34 | 14 |
| 5  | Hammarby IF        | 11 | 3 | 2 | 6 | 40-70 | 8  |
| 6  | Ljusdals BK        | 11 | 3 | 1 | 7 | 37-55 | 7  |
| 7  | Vetlanda BK        | 11 | 3 | 0 | 8 | 40-53 | 6  |
| 8  | Villa Lidköping BK | 11 | 2 | 1 | 8 | 40-61 | 5  |

### Allsvenska fortsättningsserien
Spelades 3 januari-23 februari 1997.
| Nr | Lag             | S  | V | O | F | +/-   | P  |
| -- | --------------- | -- | - | - | - | ----- | -- |
| 1  | Falu BS         | 11 | 7 | 3 | 1 | 73-38 | 18 |
| 2  | IFK Vänersborg  | 11 | 7 | 0 | 4 | 49-44 | 17 |
| 3  | Edsbyns IF      | 11 | 4 | 4 | 3 | 51-45 | 15 |
| 4  | Karlsborg BK    | 11 | 5 | 2 | 4 | 53-45 | 14 |
| 5  | Kalix Nyborg BK | 11 | 6 | 0 | 5 | 53-40 | 12 |
| 6  | IFK Kungälv     | 11 | 5 | 1 | 5 | 49-47 | 12 |
| 7  | Katrineholms SK | 11 | 2 | 1 | 8 | 43-67 | 7  |
| 8  | Tranås BoIS     | 11 | 1 | 3 | 7 | 33-78 | 5  |

## Seriematcherna

### Södergruppen
| - 10 november 1996 IFK Motala-Vetlanda BK 5-1 (4-0) - 10 november 1996 IFK Kungälv-IF Boltic 0-5 (0-3) - 10 november 1996 Villa Lidköping BK-Katrineholm 5-4 (1-2) - 12 november 1996 Tranås BoIS-IFK Vänersborg 1-4 (1-0) - 15 november 1996 Boltic-Villa Lidköping 6-3 (4-2) - 15 november 1996 Vänersborg-Kungälv 8-0 (4-0) - 15 november 1996 Vetlanda-Tranås 5-2 (1-2) - 15 november 1996 Katrineholm-IFK Motala 2-4 (1-2) - 17 november 1996 Boltic-Katrineholm 5-3 (2-1) - 17 november 1996 Vänersborg-Vetlanda 3-3 (2-2) - 17 november 1996 Tranås-Villa Lidköping 2-3 (1-1) - 17 november 1996 Kungälv-IFK Motala 2-10 (2-1) - 20 november 1996 Katrineholm-Vänersborg 6-2 (3-0) - 20 november 1996 IFK Motala-Boltic 2-4 (2-2) - 20 november 1996 Tranås-Kungälv 2-8 (1-5) - 20 november 1996 Villa Lidköping-Vetlanda 5-3 (1-2) - 22 november 1996 Boltic-Tranås 13-6 (7-3) - 22 november 1996 Vänersborg-IFK Motala 2-3 (0-3) - 22 november 1996 Vetlanda-Katrineholm 6-4 (2-2) - 22 november 1996 Kungälv-Villa Lidköping 6-3 (4-1) - 24 november 1996 Vetlanda-Boltic 3-1 (2-0) - 24 november 1996 Katrineholm-Kungälv 5-4 (4-2) - 24 november 1996 IFK Motala-Tranås 8-3 (5-1) - 24 november 1996 Villa Lidköping-Vänersborg 5-1 (1-0) - 27 november 1996 Boltic-Vänersborg 4-2 (2-1) - 27 november 1996 IFK Motala-Villa Lidköping 4-4 (1-1) - 27 november 1996 Tranås-Katrineholm 2-7 (1-2) - 27 november 1996 Kungälv-Vetlanda 2-8 (1-3) | - 1 december 1996 Vänersborg-Boltic 4-2 (3-1) - 1 december 1996 Vetlanda-Kungälv 3-2 (3-2) - 1 december 1996 Katrineholm-Tranås 6-3 (3-3) - 1 december 1996 Villa Lidköping-IFK Motala 9-2 (5-0) - 6 december 1996 Katrineholm-Vetlanda 2-6 (1-1) - 6 december 1996 IFK Motala-Vänersborg 3-4 (0-1) - 6 december 1996 Tranås-Boltic 7-9 (3-5) - 6 december 1996 Villa Lidköping-Kungälv 3-1 (2-0) - 8 december 1996 Boltic-Vetlanda 5-4 (5-0) - 8 december 1996 Vänersborg-Villa Lidköping 5-5 (2-2) - 8 december 1996 Tranås-IFK Motala 2-9 (0-4) - 8 december 1996 Kungälv-Katrineholm 6-1 (3-1) - 11 december 1996 Vetlanda-Vänersborg 5-0 (1-0) - 11 december 1996 Katrineholm-Boltic 5-5 (4-1) - 11 december 1996 IFK Motala-Kungälv 7-2 (2-1) - 11 december 1996 Villa Lidköping-Tranås 9-4 (3-1) - 20 december 1996 Boltic-IFK Motala 3-2 (2-1) - 20 december 1996 Vänersborg-Katrineholm 4-2 (2-0) - 20 december 1996 Vetlanda-Villa Lidköping 7-3 (2-1) - 20 december 1996 Kungälv-Tranås 8-4 (5-1) - 26 december 1996 IFK Motala-Katrineholm 11-1 (0-1) - 26 december 1996 Tranås-Vetlanda 3-4 (0-2) - 26 december 1996 Kungälv-Vänersborg 3-3 (1-3) - 26 december 1996 Villa Lidköping-Boltic 1-3 (0-1) - 29 december 1996 Boltic-Kungälv 6-3 (2-3) - 29 december 1996 Vänersborg-Tranås 7-4 (4-3) - 29 december 1996 Vetlanda-IFK Motala 1-6 (0-3) - 29 december 1996 Katrineholm-Villa Lidköping 2-3 (1-1) |

### Norrgruppen
| - 10 november 1996 Kalix Nyborg BK-Falu BS 3-4 (1-2) - 10 november 1996 Västerås SK-Karlsborgs BK 4-3 (1-3) - 10 november 1996 Sandvikens AIK-Edsbyns IF 10-6 (5-4) - 10 november 1996 Ljusdals BK-Hammarby IF 7-1 (3-1) - 13 november 1996 Hammarby-Västerås 2-2 (0-0, 0-1, 2-1) - 15 november 1996 Edsbyn-Ljusdal 6-4 (2-1) - 15 november 1996 Falun-Sandviken 3-3 (1-1) - 15 november 1996 Karlsborg-Kalix Nyborg 5-1 (0-1) - 17 november 1996 Edsbyn-Hammarby 6-7 (4-2) - 17 november 1996 Falun-Karlsborg 2-8 (1-3) - 17 november 1996 Kalix Nyborg-Ljusdal 4-3 (1-1) - 17 november 1996 Sandviken-Västerås 6-3 (3-3) - 20 november 1996 Hammarby-Falun 5-4 (2-1) - 20 november 1996 Västerås-Edsbyn 7-6 (3-3) - 20 november 1996 Kalix Nyborg-Sandviken 2-5 (1-0) - 20 november 1996 Ljusdal-Karlsborg 6-3 (2-1) - 22 november 1996 Edsbyn-Kalix Nyborg 8-4 (4-3) - 22 november 1996 Falun-Västerås 4-5 (1-2) - 22 november 1996 Karlsborg-Hammarby 3-7 (2-3) - 22 november 1996 Sandviken-Ljusdal 7-3 (3-2) - 24 november 1996 Karlsborg-Edsbyn 1-2 (0-1) - 24 november 1996 Hammarby-Sandviken 1-10 (1-5) - 24 november 1996 Västerås-Kalix Nyborg 3-1 (1-0) - 24 november 1996 Ljusdal-Falun 5-2 (2-0) - 27 november 1996 Edsbyn-Falun 5-5 (2-4) - 27 november 1996 Västerås-Ljusdal 5-1 (1-1) - 27 november 1996 Kalix Nyborg-Hammarby 7-5 (4-1) - 27 november 1996 Sandviken-Karlsborg 9-4 (3-1) | - 1 december 1996 Falun-Edsbyn 4-5 (2-3) - 1 december 1996 Karlsborg-Sandviken 8-4 (5-1) - 1 december 1996 Hammarby-Kalix Nyborg 8-5 (2-1) - 3 december 1996 Ljusdal-Västerås 7-2 (6-1) - 6 december 1996 Hammarby-Karlsborg 10-1 (4-1) - 6 december 1996 Västerås-Falun 3-1 (3-0) - 6 december 1996 Kalix Nyborg-Edsbyn 3-8 (1-5) - 6 december 1996 Ljusdal-Sandviken 4-7 (2-4) - 8 december 1996 Edsbyn-Karlsborg 5-5 (1-3) - 8 december 1996 Falun-Ljusdal 5-6 (2-1) - 8 december 1996 Kalix Nyborg-Västerås 3-2 (0-0) - 8 december 1996 Sandivken-Hammarby 11-4 (6-3) - 11 december 1996 Karlsborg-Falun 2-5 (2-2) - 11 december 1996 Hammarby-Edsbyn 8-4 (2-2) - 11 december 1996 Västerås-Sandviken 7-1 (6-0) - 11 december 1996 Ljusdal-Kalix Nyborg 3-8 (1-2) - 20 december 1996 Edsbyn-Västerås 4-6 (1-5) - 20 december 1996 Falun-Hammarby 4-8 (2-4) - 20 december 1996 Karlsborg-Ljusdal 2-7 (1-4) - 20 december 1996 Sandviken-Kalix Nyborg 10-4 (5-2) - 26 december 1996 Västerås-Hammarby 5-3 (2-0) - 26 december 1996 Kalix Nyborg-Karlsborg 2-5 (1-3) - 26 december 1996 Sandviken-Falun 5-4 (2-2) - 26 december 1996 Ljusdal-Edsbyn 4-2 (1-1) - 29 december 1996 Edsbyn-Sandviken 5-5 (2-0) - 29 december 1996 Falun-Kalix Nyborg 11-2 (4-0) - 29 december 1996 Karlsborg-Västerås 6-3 (2-2) - 29 december 1996 Hammarby-Ljusdal 5-6 (1-4) |

### Elitserien
| - 3 januari 1997 Hammarby IF-IFK Motala 2-2 (1-1) - 3 januari 1997 IF Boltic-Ljusdals BK 7-2 (3-1) - 3 januari 1997 Vetlanda BK-Västerås SK 2-5 (1-1) - 3 januari 1997 Sandvikens AIK-Villa Lidköping BK 7-5 (4-3) - 6 januari 1997 Ljusdal-Vetlanda 5-6 (2-2) - 6 januari 1997 Motala-Sandviken 6-1 (2-1) - 6 januari 1997 Västerås-Boltic 9-2 (3-0) - 6 januari 1997 Villa Lidköping-Hammarby 4-1 (2-0) - 15 januari 1997 Hammarby-Boltic 2-4 (1-2) - 15 januari 1997 Motala-Ljusdal 5-3 (2-2) - 15 januari 1997 Villa Lidköping-Västerås 4-10 (3-6) - 15 januari 1997 Sandviken-Vetlanda 4-1 (2-1) - 19 januari 1997 Boltic-Sandviken 4-4 (1-2) - 19 januari 1997 Ljusdal-Villa Lidköping 5-2 (2-1) - 19 januari 1997 Vetlanda-Hammarby 5-7 (4-3) - 19 januari 1997 Västerås-Motala 4-4 (2-1) - 22 januari 1997 Ljusdal-Sandviken 5-5 (3-3) - 22 januari 1997 Motala-Vetlanda 5-3 (2-1) - 22 januari 1997 Villa Lidköping-Boltic 3-5 (2-4) - 22 januari 1997 Västerås-Hammarby 8-3 (3-1) - 29 januari 1997 Boltic-Motala 3-3 (3-2) - 29 januari 1997 Hammarby-Ljusdal 5-4 (3-2) - 29 januari 1997 Sandviken-Västerås 9-2 (3-1) - 29 januari 1997 Vetlanda-Villa Lidköping 7-4 (3-3) | - 12 februari 1997 Boltic-Vetlanda 3-2 (1-2) - 12 februari 1997 Motala-Villa Lidköping 7-2 (1-2) - 12 februari 1997 Sandviken-Hammarby 14-6 (7-3) - 12 februari 1997 Västerås-Ljusdal 10-2 (3-2) - 14 februari 1997 Ljusdal-Boltic 4-3 (2-1) - 14 februari 1997 Motala-Hammarby 6-0 (4-0) - 14 februari 1997 Villa Lidköping-Sandviken 4-5 (3-1) - 14 februari 1997 Västerås-Vetlanda 6-3 (3-1) - 16 februari 1997 Hammarby-Villa Lidköping 5-5 (3-4) - 16 februari 1997 Sandviken-Motala 9-4 (4-1) - 16 februari 1997 Vetlanda-Ljusdal 4-2 (1-2) - 17 februari 1997 Boltic-Västerås 7-3 (4-1) - 19 februari 1997 Boltic-Hammarby 15-4 (10-1) - 19 februari 1997 Ljusdal-Motala 4-3 (3-1) - 19 februari 1997 Vetlanda-Sandviken 4-7 (3-2) - 19 februari 1997 Västerås-Villa Lidköping 8-2 (3-2) - 23 februari 1997 Hammarby-Vetlanda 5-3 (1-2) - 23 februari 1997 Motala-Västerås 3-3 (2-0) - 23 februari 1997 Sandviken-Boltic 7-5 (2-3) - 23 februari 1997 Villa Lidköping-Ljusdal 5-1 (2-0) |

### Allsvenska fortsättningsserien
| - 3 januari 1997 Edsbyns IF-Tranås BoIS 9-2 (5-1) - 3 januari 1997 Kalix Nyborg BK-Katrineholms SK 5-1 (3-0) - 3 januari 1997 IFK Vänersborg-Falu BS 3-1 (1-0) - 6 januari 1997 Falun-IFK Kungälv 4-3 (2-2) - 6 januari 1997 Karlsborgs BK-Vänersborg 8-2 (4-0) - 6 januari 1997 Katrineholm-Edsbyn 2-6 (0-2) - 6 januari 1997 Tranås-Kalix Nyborg 6-4 (1-3) - 8 januari 1997 Kalix Nyborg-Vänersborg 2-5 (0-3) - 15 januari 1997 Edsbyn-Kungälv 6-6 (3-3) - 15 januari 1997 Katrineholm-Falun 3-12 (1-3) - 15 januari 1997 Tranås-Karlsborg 2-3 (0-2) - 19 januari 1997 Falun-Tranås 13-3 (8-1) - 19 januari 1997 Karlsborg-Katrineholm 6-2 (3-1) - 19 januari 1997 Kungälv-Kalix Nyborg 4-1 (2-1) - 19 januari 1997 Vänersborg-Edsbyn 2-4 (1-1) - 21 januari 1997 Falun-Kalix Nyborg 7-4 (2-1) - 22 januari 1997 Karlsborg-Edsbyn 3-3 (0-1) - 22 januari 1997 Katrineholm-Vänersborg 5-6 (2-5) - 22 januari 1997 Tranås-Kungälv 1-6 (0-2) - 25 januari 1997 Karlsborg-Kungälv 2-3 (0-0) - 29 januari 1997 Edsbyn-Falun 3-3 (2-1) - 29 januari 1997 Kalix Nyborg-Karlsborg 6-2 (1-2) - 29 januari 1997 Kungälv-Katrineholm 7-3 (2-2) - 29 januari 1997 Vänersborg-Tranås 7-1 (4-0) | - 12 februari 1997 Edsbyn-Kalix Nyborg 3-4 (3-2) - 12 februari 1997 Karlsborg-Falun 3-3 (1-3) - 12 februari 1997 Katrineholm-Tranås 2-2 (0-1) - 12 februari 1997 Vänersborg-Kungälv 6-4 (4-1) - 14 februari 1997 Falun-Vänersborg 10-2 (4-1) - 14 februari 1997 Katrineholm-Kalix Nyborg 8-4 (2-0) - 14 februari 1997 Tranås-Edsbyn 6-6 (2-3) - 14 februari 1997 Kungälv-Karlsborg 7-5 (2-3) - 16 februari 1997 Edsbyn-Katrineholm 5-8 (4-1) - 16 februari 1997 Kalix Nyborg-Tranås 9-1 (2-1) - 16 februari 1997 Kungälv-Falun 4-6 (3-4) - 16 februari 1997 Vänersborg-Karlsborg 9-2 (5-2) - 18 februari 1997 Karlsborg-Tranås 12-2 (7-0) - 19 februari 1997 Falun-Katrineholm 7-3 (2-1) - 19 februari 1997 Kungälv-Edsbyn 3-4 (2-2) - 19 februari 1997 Vänersborg-Kalix Nyborg 1-5 (0-2) - 23 februari 1997 Edsbyn-Vänersborg 2-6 (0-2) - 23 februari 1997 Kalix Nyborg-Kungälv 9-2 (3-0) - 23 februari 1997 Katrineholm-Karlsborg 6-7 (4-6) - 23 februari 1997 Tranås-Falun 7-7 (3-5) |

## Slutspel om svenska mästerskapet 1997

### Åttondelsfinaler (UEFA:s cupmodell)
- 25 februari 1997: Falu BS-Villa Lidköping BK 5-6
- 25 februari 1997: IFK Vänersborg-Vetlanda BK 4-5
- 27 februari 1997: Villa Lidköping BK-Falu BS 6-4 (Villa Lidköping BK vidare)
- 27 februari 1997: Vetlanda BK-IFK Vänersborg 5-2 (Vetlanda BK vidare)

### Kvartsfinaler (bäst av fem matcher)
- 2 mars 1997: Sandvikens AIK-Vetlanda BK 5-3
- 2 mars 1997: IF Boltic-Ljusdals BK 9-4
- 2 mars 1997: Västerås SK-Villa Lidköping BK 12-1
- 2 mars 1997: IFK Motala-Hammarby IF 5-4
- 5 mars 1997: Vetlanda BK-Sandvikens AIK 5-10
- 5 mars 1997: Ljusdals BK-IF Boltic 4-3
- 5 mars 1997: Villa Lidköping BK-Västerås SK 4-6
- 5 mars 1997: Hammarby IF-IFK Motala 8-3
- 7 mars 1997: Sandvikens AIK-Vetlanda BK 10-1 (Sandvikens AIK vidare med 3-0 i matcher)
- 7 mars 1997: IF Boltic-Ljusdals BK 6-2
- 7 mars 1997: Västerås SK-Villa Lidköping BK 11-4 (Västerås SK vidare med 3-0 i matcher)
- 7 mars 1997: IFK Motala-Hammarby IF 5-3
- 9 mars 1997: Ljusdals BK-IF Boltic 7-5
- 9 mars 1997: Hammarby IF-IFK Motala 4-3 sudden death
- 11 mars 1997: IF Boltic-Ljusdals BK 6-2 (IF Boltic vidare med 3-2 i matcher)
- 11 mars 1997: IFK Motala-Hammarby IF 13-1 (IFK Motala vidare med 3-2 i matcher)

### Semifinaler (bäst av tre matcher)
- 14 mars 1997: Sandvikens AIK-IF Boltic 7-8 sudden death
- 14 mars 1997: Västerås SK-IFK Motala 5-1 (Västerås SK vidare med 2-0 i matcher)
- 16 mars 1997: IF Boltic-Sandvikens AIK 3-5
- 16 mars 1997: IFK Motala-Västerås SK 3-4 sudden death
- 18 mars 1997: Sandvikens AIK-IF Boltic 6-1 (Sandvikens AIK vidare med 2-1 i matcher)

### Final
- 23 mars 1997: Sandvikens AIK-Västerås SK 5-4 (Studenternas IP, Uppsala)